# Buddismo della Terra Pura

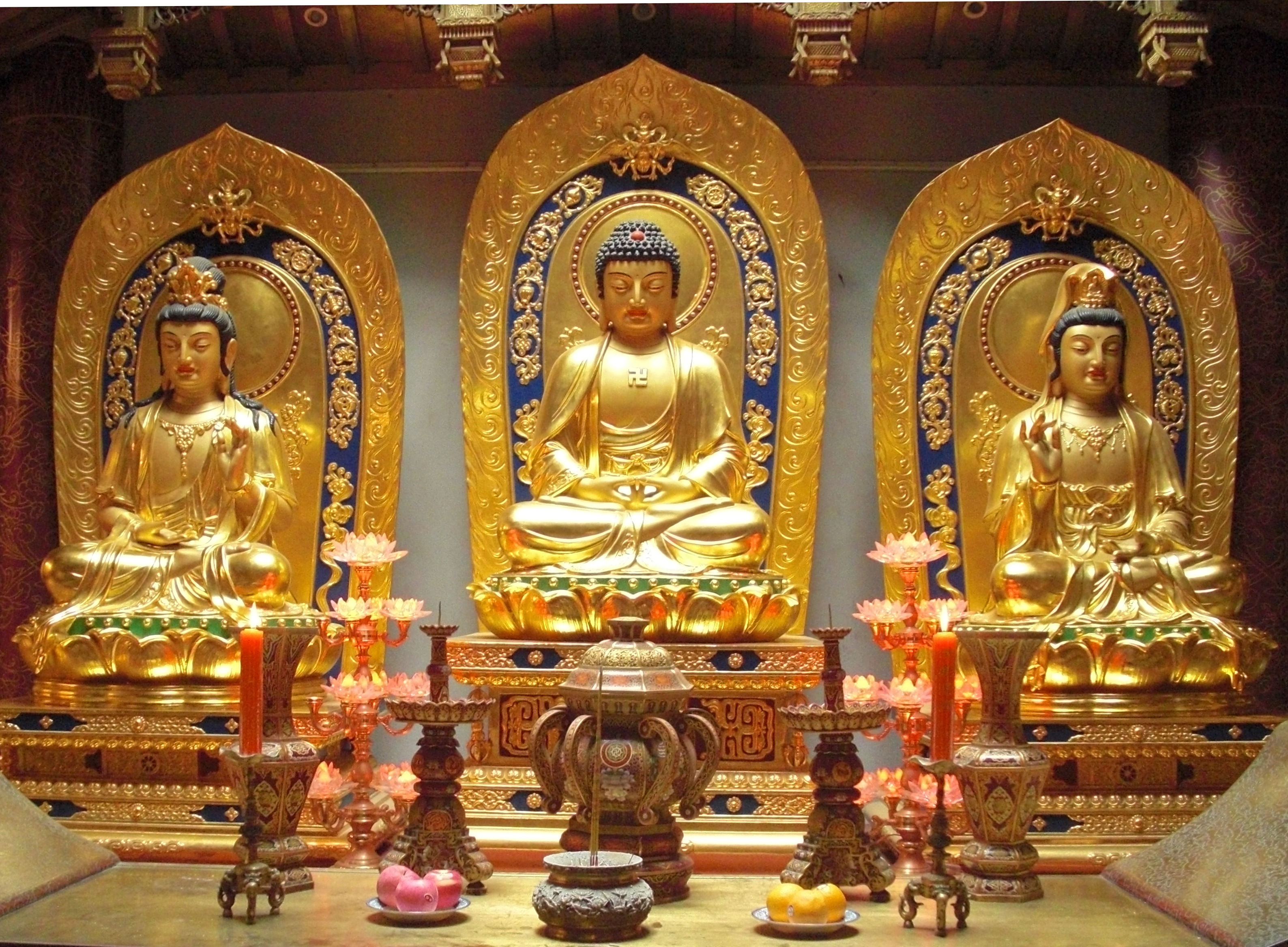
Statue cinesi del Buddha Amitābha (Āmítuófo) e dei suoi attendenti bodhisattva Avalokiteśvara (destra, raffigurato con l'aspetto femminile della dea Guānyīn) e Mahāsthāmaprāpta (raffigurato anch'egli come una divinità femminile, Da Shì Zhì), situati sull'altare di un tempio ad Hangzhou.

Il buddismo della Terra Pura, la cui corrente principale, maggioritaria e diffusa è nota anche come amidismo (cinese Jìngtǔzōng, (净土宗S), "scuola della Terra Pura"; giapponese Jōdoshū, 浄土宗, o Jōdo bukkyō, 浄土仏教; coreano Jeongtojong, 정토종; vietnamita Tịnh Độ Tông), è un ramo del buddismo Mahāyāna, che enfatizza i rituali e le pratiche devozionali, ed è attualmente una delle scuole di buddismo dominanti nell'Asia orientale, dove divide la scena con il Chán (Zen in Giappone). Secondo alcune fonti è la scuola di buddismo più diffusa al mondo, con più di 200 milioni di seguaci (la maggioranza in Cina) su circa 500 milioni di buddisti praticanti a seconda delle stime.
Nel buddismo cinese Terra Pura e Chán sono spesso praticati insieme (ad esempio dai monaci dello Shaolin, il più importante dei monasteri e templi Chán), e non sempre i fedeli sanno distinguere tra i due. Nel buddismo giapponese questa pratica mista è invece tipica ad esempio della scuola zen Ōbaku-shū, mentre la Jodo-shu e la Jodo Shinshu sono le principali scuole amidiste; con lo Zen e il buddismo Nichiren, rappresenta la scuola più diffusa in Giappone. Questa corrente venera il Buddha Amitābha (Amituofo in cinese, Amida Butsu in giapponese), considerato il Buddha eterno manifestatosi nel nostro mondo tramite il Buddha Sakyamuni.

## Storia e diffusione

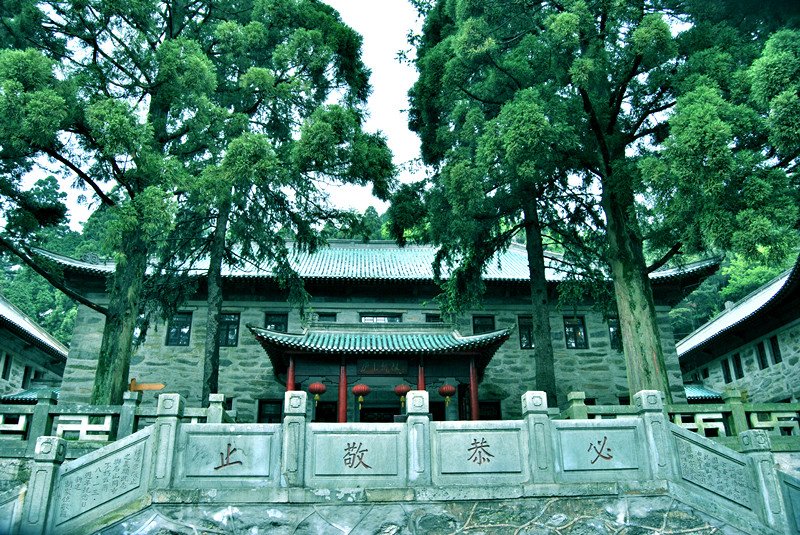
Tempio amidista cinese Donglin nel luogo dove si tenne in concilio di Lushan sul Monte Lu (402) che sancì la nascita ufficiale del buddismo della Terra Pura in Cina. L'11 settembre 402, insieme ad altri 123 discepoli, laici e monaci, Huiyuan celebrò sul Monte Lu un rito di fronte al Buddha Amitābha per compiere un voto collettivo teso alla rinascita a Sukhāvatī. Tale rito fu ripreso dalla Società del Loto Bianco (白蓮教, Báiliánjiào) nata all'inizio del XII secolo che, unitamente a tutte le scuole cinesi e giapponesi della Terra Pura, a Huìyuan si richiamava.

Statua cinese del Buddha Amitabha

Da un punto di vista storiografico il culto di Amitābha si è probabilmente sviluppato alla fine del I secolo, circa 5-6 secoli dopo la predicazione del Buddha storico, e poco tempo dopo la resa scritta dei primi sutra Mahayana. Il buddismo della Terra Pura è fondato sui Sutra della Terra Pura: il Sutra della Vita Infinita o Sukhāvatīvyūha Sūtra lungo, detto anche sutra lungo della Terra Pura o sutra lungo del Buddha Amitabha; il Sutra di Amitabha o Sukhāvatīvyūha Sūtra corto/Amitābha Sutra, chiamato anche sutra breve della Terra Pura; il Sutra della Contemplazione o Amitayurdhyana Sutra, tradotto anche come sutra della consapevolezza di Amitabha; in più ci si riferisce in parte ad altri sutra, principalmente al Pratyutpanna Samādhi Sūtra; tutti questi sutra di derivazione indiana (secondo alcuni, però, almeno una parte di essi sono in realtà autoctoni della Cina, quindi l'origine indiana sarebbe apocrifa) furono introdotti in Cina nel 150 circa dal monaco parto An Shih Kao e dal monaco kushan Lokakṣema. Essi descrivono, tramite un discorso di Gautama Buddha ai discepoli prediletti, il Buddha Amitabha (nominato anche nel sutra del Loto) e la sua paradisiaca Terra Pura, chiamata Sukhavati. Alcuni studiosi occidentali hanno ipotizzato un influsso del cristianesimo nestoriano sul buddismo cinese della Terra Pura.
La futura scuola della Terra Pura cominciò ad acquisire la sua influenza in ambito Mahayana nel II-III secolo e la fama di Amitabha si diffuse rapidamente in Cina, ove il secondo dei tre Sutra venne tradotto in cinese dal sanscrito già nel 252 d.C; nel V secolo furono tradotti anche gli altri due. 
Nel 402, il monaco Huìyuan radunò un'assemblea di praticanti devoti ad Amitabha e diede origine formalmente, in Cina, alla corrente autonoma della Terra Pura o Jìngtǔ (淨土宗, Jìngtǔ zōng) fondando un monastero sulla cima del Monte Lushan. Il lignaggio è fatto però risalire a Nāgārjuna, il monaco indiano del II secolo fondatore della scuola dei Mādhyamika e considerato il primo patriarca delle scuole Mahāyāna, contemporaneo di Lokaksema.
La prima testimonianza scritta del nome Amitābha (sanscrito Amitābhaḥ (अमिताभ), letteralmente "Luce (ābhā) senza fine (amita)"; in cinese traslitterato 阿彌陀, Āmítuó; in giapponese Amida, 阿彌陀, da cui deriva il termine amidismo) è contemporanea all'introduzione in Cina del primo sutra, 
e si tratta della dedica incisa su una statua del II secolo trovata a Govindnagar, Pakistan, ora al museo di Mathura, dedicata a "Amitābha Buddha" da una famiglia di mercanti nel "28º anno del regno di Huviṣka", cioè nella seconda metà del secondo secolo, durante l'impero Kuṣāṇa. Il primo sutra a citare Amitābha è la traduzione cinese del Pratyutpanna-sūtra, portata nel Paese da Lokakṣema intorno al 180 d.C., e che si dice sia stato all'origine del buddismo della Terra Pura in Cina.
I rituali furono sistematizzati ad opera di Shan-tao (pinyin Shandao, 613–681), un maestro considerato dai fedeli un'incarnazione del Buddha Amitabha e il più importante maestro del lignaggio cinese; non a caso oggi ci si riferisce al principale lignaggio della Jingtu come al lignaggio di Shandao (in giapponese Zendō; è considerato il quinto patriarca). La filosofia amidista procedette quindi a diffondersi in Giappone, dove crebbe più lentamente: Honen Shonin (1133–1212), un monaco Tendai, stabilì stabilmente il buddismo della Terra Pura come una setta indipendente in Giappone con il nome di Jodo Shu (1175), avendo un grande seguito. Dagli insegnamenti del suo discepolo Shinran nacque la Jodo Shinshu o buddismo Shin, il secondo gruppo amidista del Giappone. La scuola Ōbaku-shū pratica lo Zen e la Terra Pura assieme (come per un certo periodo fece la Rinzai), sul modello delle scuole cinesi del Chán.
Oggi la Terra Pura è, insieme al Chán (Zen), una delle scuole buddiste più praticate (200 milioni nel mondo su 500 milioni circa di buddisti) e la scuola di buddismo dominante in Cina, Giappone, Taiwan, Hong Kong, Macao e Vietnam; è presente anche in Corea del Sud e comunità amidiste consistenti sono diffuse anche a Singapore e Indonesia. In Cina e Giappone il buddismo della Terra Pura è spesso praticato in sincretismo religioso con Chán e Zen, o con le religioni locali, come lo shintoismo giapponese (come avviene in maniera analoga alle altre scuole) o taoismo, confucianesimo e religione popolare in Cina e Taiwan. Nell'Asia continentale l'amidismo è la forma di buddismo più diffusa, in Vietnam è praticato spesso assieme al Thiền (zen vietnamita), in Corea assieme al Sòn, mentre in Giappone contende la maggioranza alla scuola Nichiren di origine Tendai e storicamente rivale della Terra Pura. Secondo alcune stime, il 40 % dei buddisti giapponesi segue stabilmente la scuola della Terra Pura (il 25 % dell'intera popolazione, circa 18 milioni di persone), secondo altre stime sono invece circa 13 milioni (10 % della popolazione nipponica).

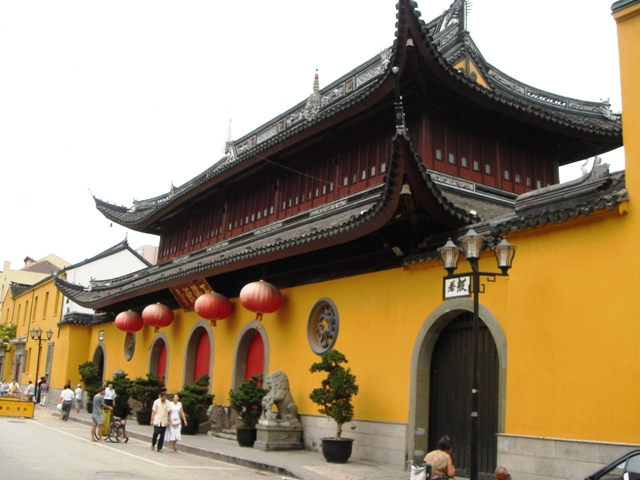
Tempio del Buddha di Giada a Shangai

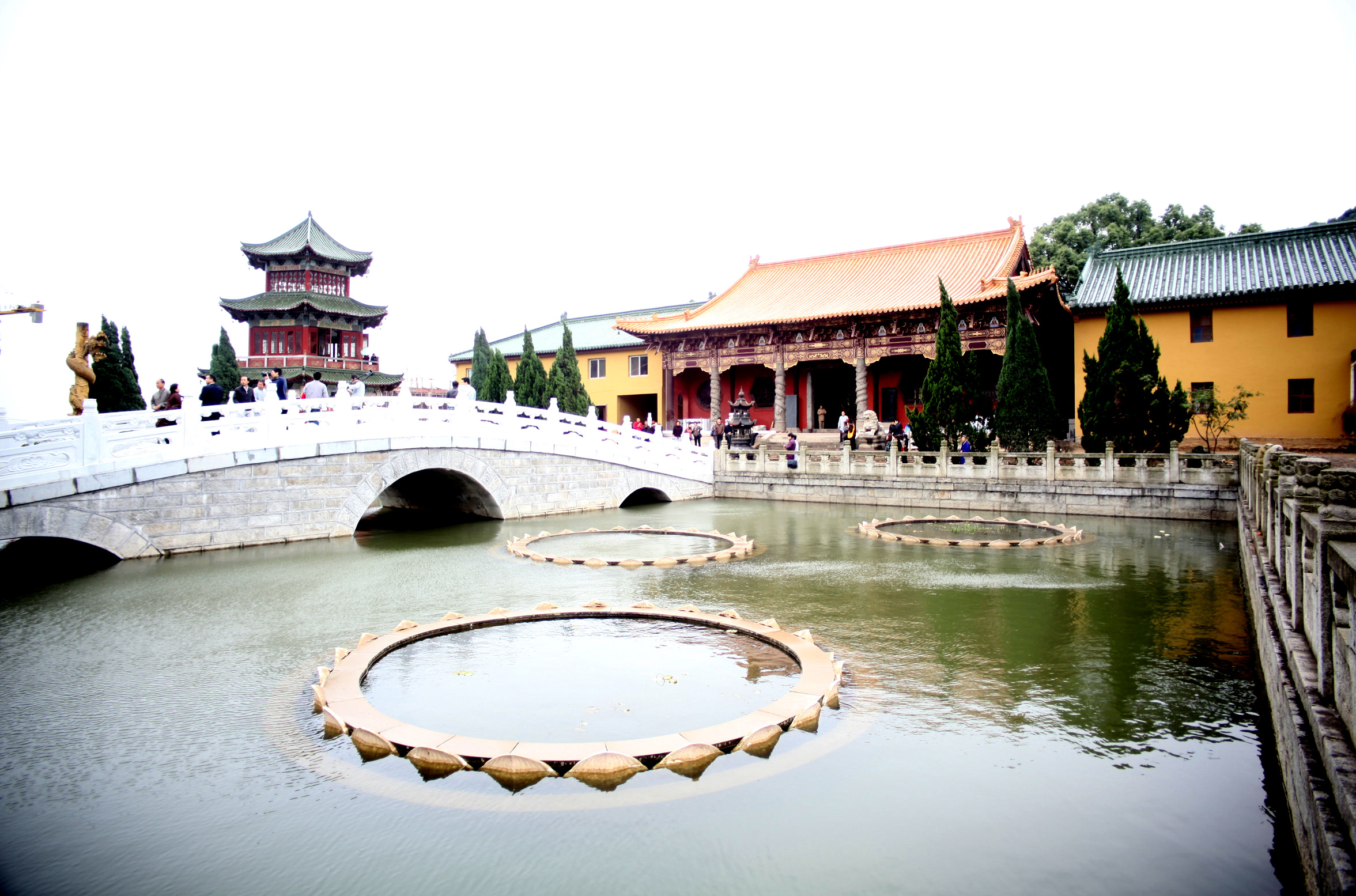
Stagno del Loto al tempio Donglin del Monte Lu vicino a Jiujiang

In Cina i praticanti della Terra Pura costituiscono una buona parte, col Chán, dei 200 milioni di cinesi che seguono il Mahayana. Come le altre religioni e scuole buddiste, anche quelle amidiste subirono la repressione dei maoisti durante la rivoluzione terminata nel 1949 e la grande rivoluzione culturale degli anni '60; molti monaci fuggirono a Taiwan e a Hong Kong dove il buddismo cinese ebbe un grande incremento. Diversi templi subirono danneggiamenti, o rischiarono la distruzione da parte delle Guardie Rosse, come il Tempio del Buddha di Giada a Shangai e il principale tempio Shaolin. Solo dopo il 1976 il governo ha concesso libertà di culto ai monasteri tradizionali, e da allora i praticanti e i monaci cinesi sono nuovamente aumentati. 
Il buddismo della terra Pura si è diffuso anche nel mondo in seguito all'immigrazione di praticanti asiatici e all'interesse per le tradizioni buddiste da parte degli occidentali. In Europa esso è rappresentato principalmente dalla Jodo-shu Europa; in Italia è meno diffuso di altre tradizioni come il Nichiren (specialmente scuola laica Soka Gakkai), lo Zen, il Theravada (tradizione thailandese/srilankese) e il Vajrayana tibetano, e principalmente è rappresentato dalla Jodo Shinshu Italia di tradizione giapponese, dai gruppi Shaolin di tradizione cinese (Chán/Terra Pura) diffusi in seguito all'immigrazione da questo paese, e dall'Associazione Buddisti Vietnamiti in Italia (Thiền/Terra Pura). Il movimento Amida Shu è una scuola laica occidentale della Terra Pura di origine giapponese.

## Caratteristiche del culto

### Il Buddha Amitabha
Secondo il Sukhāvatīvyūha Sūtra, il Buddha Sakyamuni in persona, davanti ad un'assemblea di Deva, Arhat, e Bodhisattva, racconta che in un eone molto lontano, un Re aveva abbandonato la vita mondana per divenire un monaco, prendendo il nome di Dharmakara ("Miniera della Legge").
Dharmakara si era recato dinanzi al Buddha della sua Era, il Buddha Lokesvararaja (lett."Il Signore Re del Mondo"), e aveva pronunciato il voto iniziale di Bodhicitta (Pranidhana, "Pensiero del Risveglio"). Tale voto del Bodhisattva si articolava in quarantotto impegni, i più salienti dei quali erano la volontà di generare un Buddhaksetra ("Campo di Buddha") dove gli esseri senzienti potessero rinascere un'ultima volta prima dell'Illuminazione (bodhi), l'auspicio che l'invocazione fervente del suo stesso nome di Buddha fosse il mezzo per recarvisi (il "Diciottesimo Voto"), e l'auspicio che dal suo corpo emanasse una luce illimitata.
(Sutra della vita infinita, 18° voto di Amitabha)
Infine egli divenne Amitabha Buddha. Amitābha, oltre che nei sutra della Terra Pura, è nominato anche nel sutra del Loto al capitolo VII, come uno dei sedici "figli" del Buddha Mahâbhijñā Jñānâbhibhū, assieme a Gautama Buddha (Sakyamuni), ed è anche uno dei Cinque Dhyana Buddha (giapponese Nyorai Butsu) del buddismo Vajrayana. Nel mandala dei Cinque Buddha, la sua consorte e controparte femminile è chiamata Pāṇḍarāvasinī.

Nelle scuole Mahayana (dove i molti Buddha rappresentano i vari aspetti di uno solo e originario, l'Adi-Buddha (vedere al proposito anche la figura di Vairocana, un altro dei Cinque Dhyani Buddha) cinesi e giapponesi della Terra Pura si ritiene anche che Amitabha sia la resa trascendente dello stesso Buddha Śākyamuni, che è la manifestazione terrena di esso; cioè che sia, dottrinalmente, una manifestazione del Dharmakāya (Corpo del Dharma e della vacuità, descritto però nel caso come "senza forma") sia il Saṃbhogakāya (Corpo di Fruizione o "Corpo di Completo Godimento"), visibile ai bodhisattva nelle Terre Pure (secondo la dottrina dei tre corpi del Buddha esposta anche nei primi sutra e quella del Buddha eterno esposta nel sutra del Loto); il Buddha storico ne è il Nirmāṇakāya o Corpo di Emanazione, il corpo fenomenico con cui il Buddha appare e predica in un dato universo in un determinato tempo; questo è reso esplicito nella Jodo-shu e nella Jodo Shinshu: secondo il monaco giapponese Hōnen, fondatore della Jodo-shu, ripreso da Shon-on Hattori «la storia dell’illuminazione di Amida riflette la vita di Shakyamuni. Questo significa che il Buddha Amida è l'espressione simbolica della natura ultima del Buddha Shakyamuni». Secondo Shinran, discepolo di Honen e fondatore della Jodo Shinshu: 
(Shinran, Jōdo Wasan o Inni della Terra Pura, 88)

#### Influenza sul Mahayana
Anche le scuole Tian'tai e Shingon includono alcune pratiche amidiste. Oltre che nel Mahayana, Amitabha è popolare anche nel buddismo esoterico tibetano e al centro di pratiche tantriche di visualizzazione volte ad una rinascita sicura nella Terra Pura (es. phowa o trasferimento della coscienza, insegnata originariamente da Marpa nella scuola Kagyu). Come avviene per Shandao nell'amidismo cinese e per lo stesso Buddha Shakyamuni, così nel buddismo tibetano alcuni importanti maestri illuminati sono considerati incarnazioni o emanazioni di Amitabha: Guru Rinpoche (Padmasambhava, fondatore del buddismo tibetano, considerato emanazione di Amitabha e di Sakyamuni), Langri Tangpa, il Panchen Lama (importante tulku della scuola Gelug) e lo Shamarpa (secondo tulku per importanza dei Karma Kagyü) sono considerati sue emanazioni, mentre il Dalai Lama (capo spirituale e temporale del Tibet e guida dei Gelug) e il Karmapa (capo del lignaggio Karma Kagyü) sono ritenuti emanazioni del suo più noto aiutante, il bodhisattva Avalokiteśvara (Guānyīn in cinese, Cherenzig in tibetano, Kannon in giapponese).

## Terra Pura Occidentale (amidismo)
Secondo i sutra il Buddha Amitabha predica il Dharma nel suo paradiso (sanscrito buddhakṣetra), chiamato "Terra Pura" - sanscrito Sukhavati ("La Beata", "piena di gioia", o "Terra della Beatitudine"), cinese Jìngtǔ (净土S), giapponese Jōdo (浄土?), coreano: Jeongto, vietnamita Tịnh độ, tibetano Dewachen - o "Paradiso Occidentale" (cinese e giapponese 西天, coreano Seocheon, vietnamita Tây Phương Cực Lạc), una regione che offre riparo dalla trasmigrazione karmica. Secondo l'Amidismo, entrare nella Terra Pura è quasi equivalente ad ottenere il Nirvāṇa.
Nei sutra il Buddha Sakyamuni parla con Ananda, Maitreya, Shariputra e gli altri interlocutori descrivendo la Terra Pura come un luogo di purezza e meraviglia assolute, in cui:
- gli esseri che vi rinascono non conoscono la sofferenza;
- i seguaci che vi rinascono, con un corpo asessuato ma che mantiene i propri ricordi delle vite passate (essi possono anche guidare le persone che hanno conosciuto in vita verso la Terra Pura), dentro un loto che risplende di luce e galleggia sul lago delle otto virtù; il suolo è soffice, profumato e morbido, le strade sono lastricate di oro zecchino o gemme preziose, e gli alberi sono fatti di gioielli; i palazzi celestiali sono traslucidi, fatti di cristallo; vi dimora ogni sorta di volatili miracolosi, il cui canto rammenta l'insegnamento (sono emanazioni di Amitabha); vi avvengono prodigi come le piogge di fiori;
- è inondata di una luce cristallina, ed è circondata da sette cinte di palme con reti, a cui sono attaccate delle campanelle, che suonano in modo melodioso quando vengono agitate da una brezza fresca e gradevole, e da sette cinte di pietre preziose: perla, ametista, smeraldo, topazio, rubino, zaffiro, diamante.
- al centro della Terra Pura troneggia il Buddha Amitabha, risplendente "come una montagna di rubini alla luce del sole", e affiancato da due aiutanti, i Bodhisattva Avalokiteśvara ("signore che guarda" o "percettore dei suoni del mondo") e Mahāsthāmaprāpta ("Colui che ha conseguito una grande forza"). Egli insegna continuamente il dharma agli esseri che sono rinati a Sukhavati.

Sukhavati è inoltre protetta dal Dharmapala ("Custode della Legge") Ksetrapala-Simhamukha ("Bocca Leonina-Custode del Campo"). Vi abitano anche infiniti bodhisattva, che sono i discepoli di Amitabha che hanno ottenuto questo stato grazie alla rinascita nella Terra Pura, e hanno scelto di rimanervi.

La grande statua bronzea di Amitabha Buddha (giapponese, Amida Butsu), XIII secolo, tempio Kōtoku-in, Kamakura, Kanagawa, Giappone. Le mani sono nel "gesto della meditazione" (dhyānamudrā, giapp. 禪定印 zenjō-in) tipica del Buddha Amida giapponese, ovvero con le punte degli indici che toccano i pollici, gesto denominato 弥陀の定印 mida no jō-in, mentre le gambe sono incrociate nella "posizione del loto" (padmāsana, giapp. 結跏趺坐 kekkafu za). In cima al capo emerge la uṣṇīṣa (giapp. 頂相 chinzō) mentre in mezzo agli occhi è posta la ūrṇā (giapp. 白毫 byakugō), questi ultimi due appartengono ai Trentadue segni maggiori di un Buddha (giapp. 三十二相 sanjūni sō). Le grandi orecchie indicano la "grande rinuncia" in ricordo della sua vita da re quando indossava pesanti orecchini ricoperti di pietre preziose, particolare tipico dell'iconografia dei Buddha.

Il Buddha descrive questo luogo come un posto ideale dove ottenere la prossima rinascita:
(Sutra di Amitabha o sutra breve della Terra Pura)
Nel buddismo della Terra Pura si crede che la maggioranza degli esseri senzienti dell'era di mòfǎ ("scomparsa del vero dharma") non siano in grado di distaccarsi completamente dai desideri e dall'attaccamento, ricadendo nel ciclo delle rinascite nei dieci mondi della ruota dell'esistenza, compresi i mondi inferiori (naraka); perciò, il Buddha fornisce una via più facile (upāya o "mezzo abile, espediente") per raggiungere l'illuminazione e affrancarsi dalla dukkha, la rinascita nella Terra Pura. Il fondamento del buddismo della Terra Pura è quindi che il nirvana sia estremamente difficile da raggiungere con la meditazione solitaria e la pratica perfetta del Nobile Ottuplice Sentiero derivato dalle Quattro Nobili Verità, e ancora di più non avendo la conoscenza diretta di un Buddha, mentre la devozione ad Amitabha potrebbe aprire le porte della Terra Pura, da cui grazie all'insegnamento diretto del Buddha sarebbe più semplice giungervi.

### Pratiche principali
Per rinascere nella Terra Pura, i fedeli devono cantare un mantra o preghiera ad Amitabha più spesso possibile per indurre uno stato mentale giusto e sincero. Il mantra più ricorrente è, in cinese/giapponese, 南無阿彌陀佛 (pinyin Nàmó Āmítuó Fó o Namo Amituofo, Hepburn Namu Amida Butsu, abbreviato in Namu Amida Bu, secondo la pronuncia on'yomi), coreano 나무아미타불 (Namu Amita Bul), vietnamita Nam-mô A-di-đà Phật, sanscrito Namo Amitabha Buddha ("omaggio al Buddha della luce infinita") o Namo Amitabha, tibetano Om Amidewa Hri. In giapponese il mantra è chiamato nenbutsu, in cinese nianfo cioè "consapevolezza del Buddha" (nian, 念, in pāli sati, significa "consapevolezza, attenzione, pensiero, meditazione consapevole", in inglese reso con mindfulness), in sanscrito buddhānusmṛti.
I fondamenti sono riassunti in Fede, Aspirazione e Pratica (il fedele fa "affidamento" nel potere del Buddha, o shinjin), e vi sono diversi atti di merito legati ai precetti buddisti.
(Shinran)

Si crede che i fedeli che cantano o recitano in continuazione il nome di Amitabha Buddha, visualizzando il Buddha con fede nel suo voto e generando sentimenti di compassione e bodhicitta per tutti gli esseri senzienti che soffrono nel saṃsāra, otterranno molti benefici durante la loro esistenza attuale, raggiungendo lo stato di samādhi; al termine della loro vita, se non hanno commesso azioni gravissime - solitamente cinque azioni volontarie dette "a retribuzione immediata", che costringono a scontare il karma derivante: uccidere i genitori - 1) uccidere il padre 2) uccidere la madre - 3) uccidere un arhat 4) ferire un buddha 5) provocare scismi nel sangha, ma anche non credere alla legge di causa-effetto, offendere i sutra e diffamare la predicazione Mahayana, danneggiare i Tre Gioielli, il tripitaka o uno stupa, o usare violenza gratuita specie contro i monaci buddisti. Alcuni maestri cinesi sono invece più restrittivi, includendo ad esempio il divieto di adulterio, anche se tra i precetti che garantiscono una buona pratica e non tra le azioni a retribuzione immediata, mentre le scuole giapponesi, specialmente la Jodo Shinshu (dove è permesso ai monaci anche di sposarsi e non ci sono tassative regole sulla dieta) sono più lassiste. Le azioni gravi sono infatti escluse dai voti salvifici del Buddha:
(Sutra della vita infinita)
 

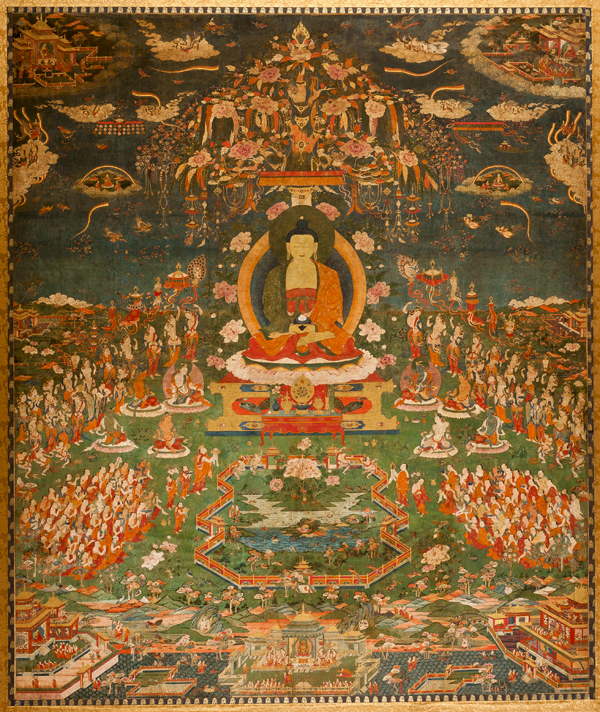
Dipinto tibetano del 1700 raffigurante la Terra Pura di Sukhavati

Tuttavia nel Sutra di Amitabha è anche riportato che 
 Questa frase è ripresa da un sutra riguardante la divinità Milofo, ossia la versione cinese di Maitreya, raffigurato come Budai.
Se i fedeli hanno avuto l'aspirazione sincera a rinascere nella Terra Pura, saranno guidati a Sukhavati dal Buddha Amitabha in persona e dal suo seguito, ricevuti lì con il loro karma, e trovando ospitalità in questo Paradiso Occidentale finché lo vorranno. Nella Terra Pura potranno ottenere l'illuminazione completa a beneficio proprio e di tutti gli esseri, divenendo dei bodhisattva e realizzando il nirvana. La forma di Amida come psicopompo, raffigurazione caratteristica del cosiddetto "buddismo funerario" giapponese, è chiamata raigō ("approccio accogliente"), mentre Amitāyus, il Buddha della Lunga Vita, è invece un epiteto legato anch'esso alla figura di Amitabha, come detto dal Buddha nel Sutra breve della Terra Pura. 

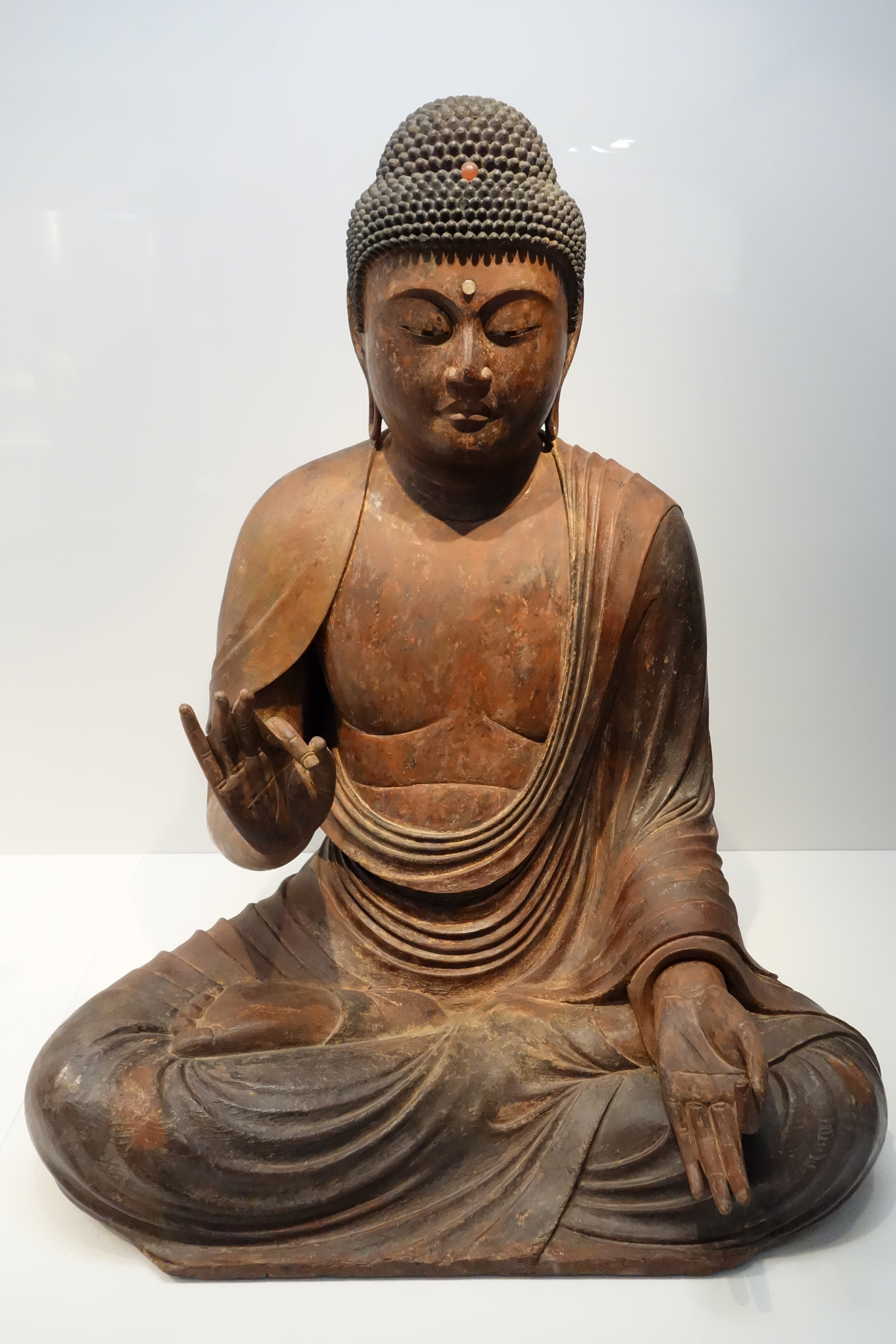
Statua giapponese di Amida del periodo Kamakura, Museo Nazionale di Tokyo

Un'altra pratica meditativa, diffusa in Cina, è la recitazione della dhāraṇī di Amitabha, oltre alla lettura dei sutra amidisti e di altre tradizioni, e secondariamente e minoritariamente la recitazione dei mantra di bodhisattva (ad esempio i mantra collegati ad Avalokitesvara, Oṃ Maṇi Padme Hūṃ, le cui sillabe sono in connessione con sei Buddha tra cui Sakyamuni e lo stesso Amitabha, ma anche Namo Guan Shi Yin Pusa e Gate gate pāragate pārasaṃgate bodhi svāhā) e Buddha legati ad Amitabha; spesso nei monasteri si pratica anche la meditazione zuochan/zazen, tipica del Chán/Zen. Alcuni praticanti zen utilizzano il nenbutsu come pratica complementare, così come alcuni praticanti esperti della Terra Pura considerano lo zazen come una pratica aggiuntiva. In Cina il nianfo è una pratica che fa parte dello studio dei gōng-àn (公案, giapp. kōan). Nel buddismo della Terra Pura, si crede anche che lo stesso nome del Buddha protegga i fedeli dai mali dell'esistenza, ad esempio da malattie, afflizioni della mente, veleni e dalla paura della morte; in particolare, riguardo alla fine della vita, si dice e si crede che:
- il buon praticante riconosca l'ora della sua morte (cinese 預知 時 至), ma non ne abbia alcuna paura: alcuni si preparano compiendo bagni rituali e recitando il nianfo, il loro corpo in Cina non viene toccato per alcune ore, in conseguenza delle credenze Mahayana nel bardo, mentre i parenti cantano il nome del Buddha
- i "Tre Santi dell'Occidente" (西方 三聖), Amitābha e i due bodhisattva suoi aiutanti, Avalokiteśvara alla sua destra e Mahāsthāmaprāpta alla sua sinistra, appaiano al praticante morente e lo accolgano portandolo nella Terra Pura dove rinascerà come discepolo di Amitabha
- per i praticanti più assidui è stato anche riportato che sono morti lasciando śarīra, le particolari reliquie che si rinvengono dopo la cremazione nelle ceneri dei Buddha, dei bodhisattva e dei maestri buddhsti realizzati

Si crede che anche gli animali possano rinascere nella Terra Pura, se vi sono guidati, recitando il nianfo anche per loro, e spesso dopo una rinascita umana nel mondo terrestre, in modo da ottenere rapidamente l'illuminazione anch'essi. Gli amidisti, come molti altri praticanti Mahayana e come i monaci Theravada, si astengono dalla violenza contro gli animali e dal mangiare carne se l'animale è stato ucciso apposta per loro o se hanno assistito all'uccisione; molti scelgono comunque di essere vegetariani come raccomandato dal Buddha particolarmente in un sutra Mahayana dove proibisce esplicitamente la carne degli animali.
La semplicità devozionale e l'accessibilità alla pratica di queste forme di venerazione ne ha favorito fortemente la popolarità a livello dei devoti laici di Cina e Giappone, ma è anche assai diffuso nei monasteri. Il culto di Amitabha è spesso associato in Cina a quello dello stesso Buddha Sakyamuni e a quello del Buddha della Medicina, con cui costituisce una triade molto venerata a livello popolare.

## Terra Pura Orientale
Ogni Buddha ha una sua Terra Pura, compresi il Buddha della Medicina (la terra di Sudasama) e anche Gautama Buddha nel Tendai e Nichiren ha una terra, situata sul nostro stesso mondo, chiamata Ryozen jodo. Nel buddismo Vajrayāna, esiste una setta simile all'amidismo che crede che opposto al Paradiso Occidentale di Amitabha esista il Paradiso Orientale di Akshobhya Buddha, chiamato Abhirati; sebbene ufficialmente riconosciuto dalla setta Shingon in Giappone e forse più antico dell'amidismo stesso, il buddismo della Terra Pura Orientale non viene annoverato di solito nel buddismo della Terra Pura ed è molto meno popolare della scuola della Terra Pura Occidentale.